# Rue George Post
La rue George Post est une voie de Beyrouth, au Liban.

## Situation et accès
Elle est située centre-ville de Beyrouth, dans le quartier de Ras Beyrouth.
C'est une rue résidentielle qui se trouve au nord de l'université américaine entre la rue Van Dyck et Dar el-Mreissé, derrière les immeubles au sud de la Corniche de Beyrouth.

## Origine du nom
Elle doit son nom au Dr George Edward Post, cofondateur de l'université américaine de Beyrouth. Le Dr Post était  professeur de chirurgie (de 1869 à sa mort en 1909) et contribua à l'étude de l'écologie et de la flore du Proche-Orient.